# Leningrad (film)
Lenigrad (ros. Ленинград) – rosyjsko-brytyjski dramat wojenny z 2009 roku w reż. Aleksandra Burawskiego. Film jest kinową wersją (pozbawioną kilku wątków) 4-odcinkowego miniserialu telewizyjnego z 2007 roku pod tym samym tytułem. W wersji anglojęzycznej rozpowszechniany był jako Attack on Leningrad (Atak na Leningrad).

## Opis fabuły
Koniec 1941 roku. Zamyka się pierścień niemieckiego okrążenia wokół Leningradu. Do miasta można dotrzeć jedynie drogą lotniczą lub wodną przez Ładogę. Do oblężonego miasta przybywa grupa zachodnich korespondentów wojennych z Angielką Kate Davis. Podczas wizyty w strefie przyfrontowej dziennikarze zostają nieoczekiwanie zaatakowani przez lotnictwo niemieckie, wszyscy giną, a sama Kate, oszołomiona, cudem uchodzi z życiem. Zostaje uznana za zaginioną, a następnie za martwą. Dociera jednak do miasta i trafia na posterunek milicji. Tu pomocy udziela jej milicjantka Nina Cwietkowa, która zabiera ją do swojego domu. Wie, że cudzoziemce bez dokumentów grozi ze strony władz śmiertelne niebezpieczeństwo. Postanawia jej pomóc i ukryć, załatwia "lewe" dokumenty i ukrywa u zaprzyjaźnionych sąsiadów – Krasków. W tym czasie NKWD dowiaduje się, że Kate to córka białego generała – imigranta z Rosji i wroga ludu. Wkrótce od swoich przełożonych dowiaduje się o tym i Cwietkowa, jednak za wszelką cenę chce ratować Kate. Ponieważ w przeszłości była świetną narciarką, zostaje przez dowództwo obrony Leningradu skierowana do oddziału mającego za zadanie wytyczenie szlaku zaopatrzeniowego przez zamarzniętą Ładogę. Operacja udaje się i w nagrodę Cwietkowa otrzymuje możliwość ewakuacji z pierwszym konwojem bliskich z oblężonego i głodującego miasta. Ponieważ jest samotna, postanawia zabrać Kate i rodzinę zaprzyjaźnionych sąsiadów u których przebywa dziennikarka – Sonię Krasko i jej dwoje dzieci: Jurę i Simę. W tym czasie Sonia zmarła już  z wycieńczenia, a Jura nie może chodzić, ewakuuje się więc tylko Kate i Sima oraz kilkuletnia córka szefa Cwietkowej, którą ta zabiera na jego gorącą prośbę. Ewakuacja udaje się i Kate w końcu trafia w opiekuńcze ramiona ukochanego – kolegi po fachu Phillipa Parkera, który czeka na nią po drugiej stronie Ładogi. Jeszcze tego samego dnia może opuścić Leningrad i zapomnieć o koszmarze ostatnich miesięcy. Widząc jednak, że Cwietkowa wraca wraz z konwojem i żywnością do oblężonego miasta, dołącza do niej. Wie, że nie może opuścić przyjaciół, z którymi tyle przeżyła. W ostatniej scenie filmu, w 1965 roku, Jura, Sima i Parker spotykają się w Leningradzie. Sima pokazuje Parkerowi nazwiska Cwietkowej i Kate umieszczone pośród wielu innych na pamiątkowej tablicy – obydwie zginęły w 1943 roku.
Główny wątek filmu przeplatany jest dramatycznymi wydarzeniami dnia codziennego oblężonego miasta. W filmie pojawiają się również postacie historyczne, takie jak: Hitler, Żdanow, von Leeb i in.

## Główne role
- Mira Sorvino – Kate
- Olga Sutułowa – Cwietkowa
- Gabriel Byrne – Parker
- Aleksander Abdułow – Czigasow
- Władimir Iljin – Malinin
- Armin Mueller-Stahl - feldmarszałek Wilhelm Ritter von Leeb
- Mart Baszarow – Jura
- Aleksandra Kulikowa – Sima
- Aliona Stiebunowa – Sonia
- Luiza Mosiendz – Wozdwiżenska
- Jewgienij Sidichin – Korniejew (agent NKWD)
- Michaił Jefremow – Omielczenko (szef Cwietkowej)
- Kirił Ławrow – spiker radiowy

## Krytyka
Film, po raz pierwszy pokazany w Rosji w 2007 roku w wersji serialu TV, spotkał się z chłodnym przyjęciem zarówno krytyków jak i widzów (te drugie opinie wyrażane były głównie na blogach internetowych). Historycy (Lisoczkin, Piernawski) i krytycy zarzucali mu nieścisłości z faktami historycznymi, ogólną "komiksowość" i położenie głównego akcentu w filmie na "sensacyjność".